# Maclain Nelson
Maclain Darrell Nelson (* 15. Juli 1980) ist ein US-amerikanischer Schauspieler und Filmproduzent, der vor allem durch Besetzungen in sogenannten B-Movies bekannt geworden ist.

## Karriere
Erstmals in einem Film zu sehen war er 2003 in Pride and Prejudice als Statist. 2004 stellte er den jungen Howard W. Hunter in der Reportage Howard W. Hunter: Modern Day Prophet dar. In den folgenden Jahren spielte er in Filmen meistens Statisten oder Nebenrollen. Seit 2007 tritt Nelson auch als Filmproduzent oder Co-Produzent in Erscheinung. In einem größeren Film spielte er 2008 in Forever Strong an der Seite von Sean Astin oder Gary Cole oder in War Pigs gemeinsam mit Dolph Lundgren.
Doppelfunktion als Schauspieler und Produzent hatte er beispielsweise in Vamp U, Orcs – Sie kommen, um uns alle zu töten oder Orc Wars.
Er ist mit der Schauspielerin, Filmregisseurin und Kostümbildnerin Clare Niederpruem verheiratet.

## Filmografie

### Schauspieler
- 2003: Pride and Prejudice
- 2004: Howard W. Hunter: Modern Day Prophet
- 2005: Der Freund meiner Träume (Everything You Want) (Fernsehfilm)
- 2005: Criss-Cross (Kurzfilm)
- 2006: Church Ball
- 2007: Sons of Provo: Confidential (Kurzfilm)
- 2007: Believe
- 2007: Taking 5
- 2007: Moving McAllister
- 2008: Through the Valley (Kurzfilm)
- 2008: The Sinking of Santa Isabel
- 2008: Wieners
- 2008: Forever Strong
- 2008: The Fire Dragon Chronicles (Dragon Hunter)
- 2009: Father in Israel
- 2009: Diantha’s Crossing
- 2010: My Girlfriend’s Boyfriend
- 2010: Hey Mann, Gib Uns Dein Auto! (Repo)
- 2011: Vamp U
- 2011: Orcs – Sie kommen, um uns alle zu töten (Orcs!)
- 2013: Paladin – Die Krone des Königs (The Crown and the Dragon)
- 2013: Orc Wars (Dragonfyre)
- 2013: The Saratov Approach
- 2015: War Pigs
- 2015: Once I Was a Beehive
- 2015: Waffle Street
- 2015: Dragon Warriors
- 2015: The Negotiator (Kurzfilm)
- 2016: Mythica: The Iron Crown
- 2017: WTF: World Thumbwrestling Federation (Dokumentation)
- 2017: My Brother the Time Traveler
- seit 2019: Show Offs (Fernsehserie)

### Produzent
- 2007: Moving McAllister
- 2009: Dragon Hunter
- 2011: Vamp U
- 2011: Orcs – Sie kommen, um uns alle zu töten (Orcs!)
- 2011: Paladin – Der Drachenjäger (The Crown and the Dragon)
- 2012: Osombie
- 2012: Inside – Deadly Prison
- 2013: Schattenkrieger – The Shadow Cabal (SAGA – Curse of the Shadow)
- 2013: Dragon Lore: Curse of the Shadow
- 2013: Paladin – Die Krone des Königs
- 2013: Orc Wars (Dragonfyre)
- 2013: The Saratov Approach
- 2014: Mythica – Weg der Gefährten (Mythica: A Quest for Heroes)
- 2015: Mythica – Die Ruinen von Mondiatha (Mythica: The Darkspore)
- 2015: Once I Was a Beehive
- 2015: Dragon Warriors
- 2015: Mythica – Der Totenbeschwörer (Mythica: The Necromancer)
- 2016: Mythica: The Iron Crown
- 2016: Mythica: The Godslayer
- 2017: My Brother the Time Traveler
- 2018: Little Women
- 2019: In the Key of Love (Fernsehfilm)
- 2019: Love, Fall & Order (Fernsehfilm)
- 2019: Holiday for Heroes (Fernsehfilm)
- seit 2019: Show Offs (Fernsehserie)
- 2023: Aliens Abducted My Parents and Now I Feel Kinda Left Out